# Jan Heylen
Jan Heylen, né le 1er mai 1980 à Geel, est un pilote automobile belge. Depuis le milieu des années 2000, il est basé à Tampa, en Floride et poursuit une carrière en catégorie GT de l'IMSA WeatherTech sportscar championship. Il y tient également un magasin de vélos. 
Il participe également aux 24 heures du Mans en 2022. 

## Carrière
- 2001 : Formule Ford britannique, 11e
- 2002 : Formule Ford britannique, 3e
- 2003 : Formule 3 Euroseries, non classé
- 2004 : Championnat d'Allemagne de Formule 3, 3e (6 victoires)
  - Formule 3000, 15e
- 2005 : Eurocup Mégane Trophy, champion
- 2006 : Champ Car, 14e
- 2007 : Champ Car, 16e